# Distretto di Hatay
Il distretto di Hatay (in turco Hatay ilçesi) è stato il distretto centrale della provincia di Hatay, in Turchia. Nel 2012, con l'istituzione del comune metropolitano di Hatay, è stato soppresso e diviso tra i due nuovi distretti di Antiochia e Defne.